# 馬橋キリスト教会
馬橋キリスト教会（まばしキリストきょうかい）は東京都杉並区に所在する単立教会。

## 年表
1963年3月3日、最初の礼拝を行う。
1968年4月、新会堂の献納式典を開催。
1973年6月、十周年記念聖会を開催。十周年に、アンテオケ教会を目指す群れとしての指針「馬橋の六本柱」を内外に明らかにする。
1982年3月7日、リチャード・ウォムブラントの妻サビナ・ウォムブラントが、「地下教会の声」と題する礼拝説教を行う。
1983年7月末、教会出身の牧師や家族も招き、二十周年記念聖会を開催。記念植樹を行う。
1984年7月、ベアンテ・ボーマン夫妻による第一回チャペルコンサートを開催。
1988年9月、教会員の家庭集会を母体とする単立鶴川キリスト教会が発足。
1993年5月、三十周年記念聖会を開催。旧会員を含め100名余りが参加。記念植樹を行う。

## 歴代牧師
- 初代:新井宏二[9]
- 2024現在の牧師:瀬在道晴

## 所在地
- 東京都杉並区高円寺北4丁目24番11号

## 交通アクセス
- JR高円寺駅から徒歩10分